# Marumba ceylanica
Marumba ceylanica är en fjärilsart som beskrevs av Butler 1875. Marumba ceylanica ingår i släktet Marumba och familjen svärmare. Inga underarter finns listade i Catalogue of Life.